# Clinton (Ohio)
Clinton es una villa ubicada en el condado de Summit en el estado estadounidense de Ohio. En el Censo de 2010 tenía una población de 1214 habitantes y una densidad poblacional de 128,81 personas por km².

## Geografía
Clinton se encuentra ubicada en las coordenadas 40°55′41″N 81°37′52″O / 40.92806, -81.63111. Según la Oficina del Censo de los Estados Unidos, Clinton tiene una superficie total de 9.42 km², de la cual 9.19 km² corresponden a tierra firme y (2.47%) 0.23 km² es agua.

## Demografía
Según el censo de 2010, había 1214 personas residiendo en Clinton. La densidad de población era de 128,81 hab./km². De los 1214 habitantes, Clinton estaba compuesto por el 97.53% blancos, el 0.33% eran afroamericanos, el 0.25% eran amerindios, el 0.33% eran asiáticos, el 0% eran isleños del Pacífico, el 0.25% eran de otras razas y el 1.32% pertenecían a dos o más razas. Del total de la población el 0.66% eran hispanos o latinos de cualquier raza.